# Ялтинський маяк
44°29′33″ пн. ш. 34°09′53″ сх. д. / 44.49248° пн. ш. 34.164809° сх. д.
Ялтинський маяк (крим. Yalta mayağı) — маяк, встановлений на краю бетонного молу біля пасажирського порту Ялти, який частково перегороджує вхід в Ялтинську затоку.

## Історія

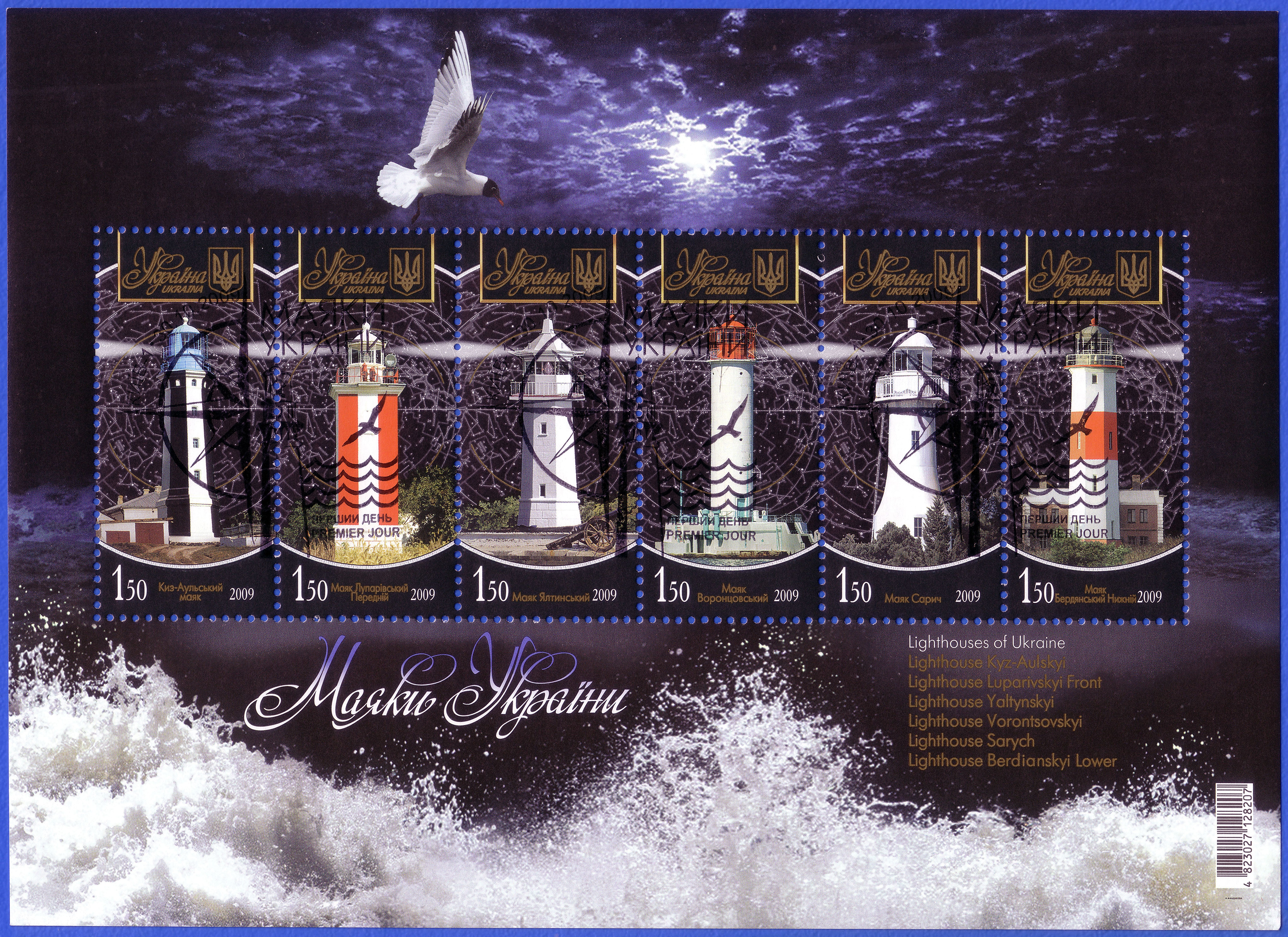
Поштовий блок «Маяки України», 2009. Ялтинський маяк — третій ліворуч.

Основне призначення маяка — забезпечувати безпечний рух суден уздовж південного берега Криму і при заході кораблів у пасажирський порт Ялти.
Наприкінці XIX століття було прийнято рішення про будівництво порту і молу в Ялті. Будівництвом Ялтинського порту і молу, яке велося з 1889 по 1892 рік, керував ним інженер, історик і археолог Олександр Бертьє-Делагард. За його участі будувалися також морські порти у Севастополі і Феодосії. У 1874 році в Ялті був збудований тимчасовий портовий маяк, що зустрічав кораблі червоним світлом.
У 1908 році південний край молу прикрасила збірна металева башта маяка, котра існує і зараз. Її розбирали лише на час німецької окупації Ялти з 1941 по 1944 роки, реконструкція тривала до 1957 року. Нова залізобетонна будівля отримала шпиль, її висота складає 17 метрів.
На початку 1980-х колір світлового сигналу було змінено з червоного на зелений, що викликало обурення капітанів. Історичний колір було повернено. За незалежної України маяк став предметом суперечок між державою та Росією, котру владнали у 1997 році. Україна збудувала поруч зі старим маяком тимчасову споруду — башту з потужною лампою, котра трохи нижча за стаціонарну споруду. Згодом маяк став «об'єктом спільного користування». 
Маяк став однією з особливостей краєвиду Ялти. Біля нього також розташовано старовинну гармату, заряджену ядрами.